# Scopula pura
Scopula pura là một loài bướm đêm trong họ Geometridae.